# 斜萼草
斜萼草（学名：Loxocalyx urticifolius）为唇形科斜萼草属下的一个种。

## 扩展阅读
- 維基物種上的相關：斜萼草